# أليخاندرو أرافينا
أليخاندرو أرافينا (بالإسبانية: Alejandro Aravena) (ولد في 22 يونيو 1967 في سانتياغو) هو مهندس معماري تشيلي من مدينة في تشيلي. حصل على جائزة بريتزكر في عام 2016. وهو المصمم والمدير لVenice Biennale 2016

## التعليم والعمل
تخرج من جامعة الجامعة البابوية الكاثوليكية في تشيلي عام 1992،

## روابط خارجية
- أليخاندرو أرافينا على موقع الموسوعة البريطانية (الإنجليزية)
- أليخاندرو أرافينا على موقع مونزينجر (الألمانية)